# Теті II
Теті II (Теті) — давньоєгипетський фараон, перший правитель з VI династії.
Ряд єгиптологів мають сумніви щодо існування Теті I, тому Теті II багато хто називає просто Теті.

## Життєпис
Мав дітей від Іпут — сина Пепі I, а від другої дружини, Анхнесмеріри чи Анехнес-Меріри — Пепі II.
Деякі дослідники вважають, що дружина Теті, Іпут, була дочкою останнього фараона попередньої династії Уніса. Якщо це так, то шлюб з царівною старої династії забезпечував спадковість влади від Уніса до Теті. Однак його родинні відносини з попередником є сумнівними. Уніс, імовірно, помер, не лишивши спадкоємців, після чого мав місце короткий період політичної нестабільності, що, можливо, зруйнував країну. Теті, коли він прийшов до влади, удалось припинити заворушення, що, можливо, позначилось у його горовому імені — «Гор, який умиротворив Дві Землі (тобто Нижній і Верхній Єгипет)».
Манефон розглядав Теті як засновника нової династії. Туринський царський папірус вбачав у ньому не тільки засновника нової династії, але й починав з нього ніби новий цикл життя Єгипту; з невідомих причин ім'я Теті відокремлено від попередніх царів червоною фарбою.
Точно визначити тривалість правління Теті важко. В Туринському списку від тривалості його правління збереглись тільки кількість місяців і днів (6 і 21 відповідно), але зовсім неможливо прочитати кількість років. Останнім роком, зафіксованим у пам'ятниках є — рік після 6-го підрахунку. Якщо такі підрахунки великої рогатої худоби, з метою взяття податків, проводились раз на два роки, то той рік мав відповідати 11 року його правління, але можливо такі підрахунки проводились і щороку. Манефон відводив йому 30 років правління, що явно перебільшено. Утім, неможна сказати, що його правління було дуже коротким, оскільки відомі такі чаті (візири), що обіймали посади за його правління: Кагемні, Мерерука, Хнумнеті, Неферсехемра, Неферсехемптах, Анхмахор, Хентікаї.
За Теті тривала децентралізація царської влади, що супроводжувалась посиленням місцевої родової знаті. Багато чиновників періоду правління Теті залишили по собі великі гробниці, що свідчать про зростання їхньої незалежності. Зокрема, чаті фараона Мерерука спорудив для себе мастабу, що складалась із 33 багато прикрашених приміщень та є найбільшою відомою гробницею єгипетського вельможі. Дочка фараона Теті Вотет-хет-хер, можливо, була одружена з тим сановником.
Про царювання Теті не відомо нічого суттєвого, за винятком того, що тоді починав свою кар'єру вельможа Уна. Теті видав указ на користь храму в Абідосі, а також його ім'я згадується у зв'язку з культом Хатхор у Дендері.
Відповідно до Манефона Теті був убитий власними охоронцями. Дехто приписує організацію тієї змови Усеркарі, що вважається фараоном, наступником Теті в Абідоському царському списку. Інші висловлюють думку, що Усеркара — тронне ім'я самого Теті, винесене в окремий картуш у зв'язку з помилкою того, хто список переписував. Принаймні, тепер у єгиптологів немає єдиної думки щодо обставин смерті Теті.

## Заупокійний комплекс

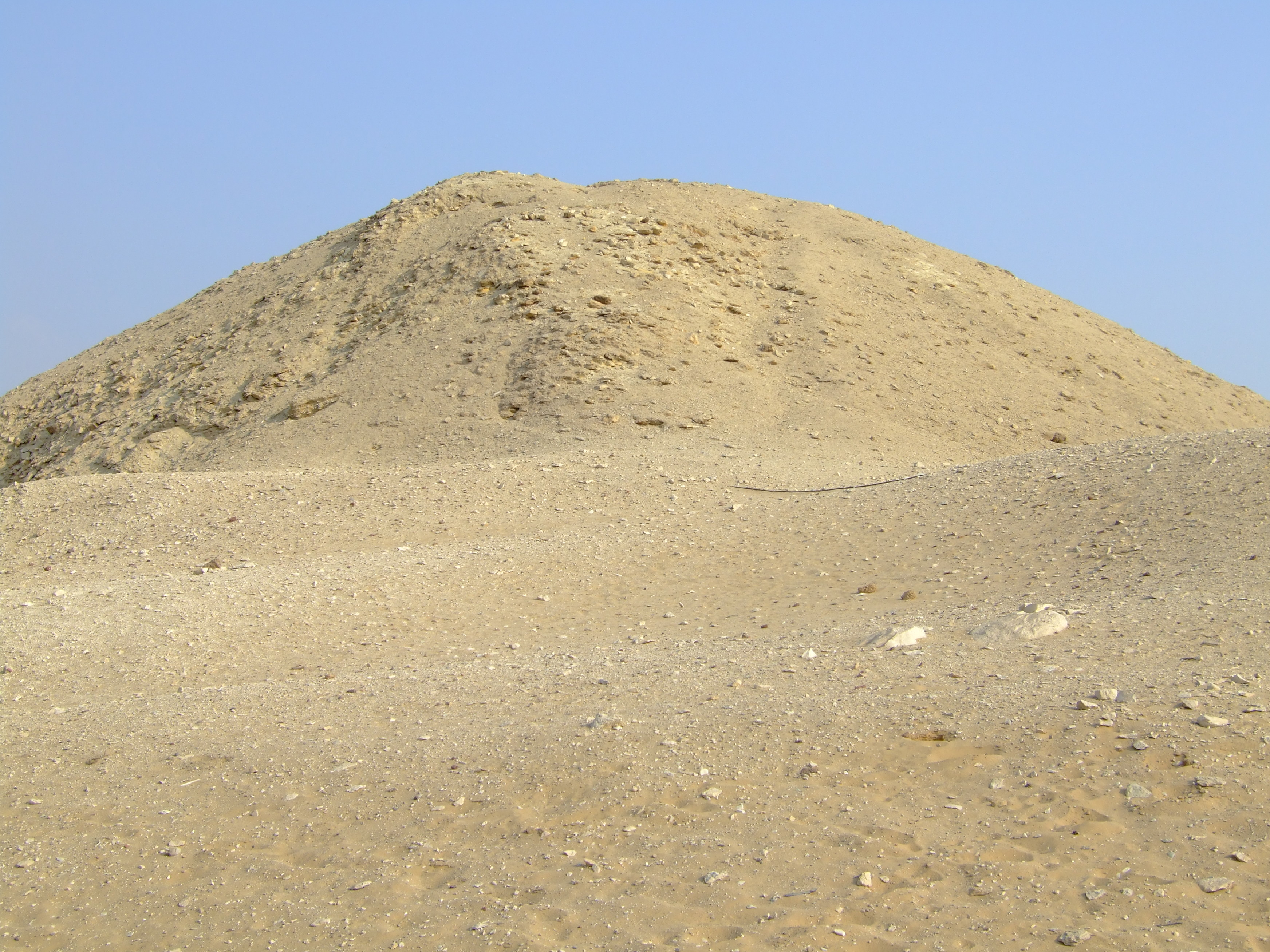
Піраміда Теті II

Піраміда, що отримала назву Джед-сут-Теті — «Довговічне місце Теті» — розташована у Саккарі, на північний схід від ступінчастої піраміди Джосера. Первинно піраміда мала квадратну основу 64 × 64 м й сягала 43 м у висоту. Нині піраміда сильно пошкоджена, а її розміри скоротились удвічі. Стіни поховальної камери Теті вкрито Текстами Пірамід.
У піраміді також було виявлено сірий саркофаг з іменем фараона. На рештки піраміди звернув увагу ще Перрінг 1839 року, але вхід до неї було відкрито лише 1881 французьким єгиптологом Гастоном Масперо. Приміщення піраміди стали доступними для відвідувачів з 1974 року, коли єгипетська Служба давнини провела реставрацію, під час якої підперла блоки стелі коридору сталевими балками.
З будівель, що належать до піраміди, нині відомі тільки руїни верхнього заупокійного храму з малою пірамідою-супутницею. Нижній храм і дорога, так і не були знайдені. Приблизно за 100 метрів на північ було виявлено рештки іншої невеликої піраміди, що належить дочці царя Уніса цариці Іпут, дружині Теті. Культ Теті на місці його поховання у Саккарі підтримувався дуже довго.